# 주암면
주암면(住岩面)은 전라남도 순천시 서북쪽에 위치한 면이다.

## 개요
주암면은 주암호, 조계산, 모후산 등 풍부한 관광자원을 보유하고 있어 전원 레져 스포츠 관광단지로 개발할 수 있는 여건이 잘 갖추어진 발전 잠재력이 무궁한 지역이다. 또한 친환경 농법으로 재배한 고추, 딸기, 배, 버섯 등 특화작목을 생산하여 농가소득 기여하고 있다.
호남고속도로 주암I.C에서 5분거리에 27홀 규모의 파인힐스 골프장이 있으며, 36홀 규모의 레이크힐스 골프장 건설 계획과 주암댐 하류 광천 수변 휴양지가 있는 아름다운 고장이다.

## 연혁
- 백제시대 : 둔치현
- 757년 (신라 경덕왕 16년) : 곡성군 부유현
- 995년 (고려 성종 14년) : 승주군 부유현
- 1036년 (정종 2년) : 승주군 주암면
- 1895년 (대한제국 고종 32년) : 순천군 주암면
- 1949년 8월 15일 : 승주군 주암면
- 1995년 1월 1일 : 순천시 주암면
- 1995년 8월 10일 : 풍교리(楓橋里)를 문길리(文吉里)로 변경[2]

## 행정 구역
| 법정리 | 한자명 | 행정리                 | 비고                   |
| ------ | ------ | ---------------------- | ---------------------- |
| 갈마리 | 渴馬里 | 갈마리, 갈마2리        |                        |
| 고산리 | 古山里 | 고산리, 문성리         |                        |
| 광천리 | 廣川里 | 외광리                 | 면 행정복지센터 소재지 |
| 구산리 | 九山里 | 선산리, 구산리         |                        |
| 궁각리 | 弓角里 | 궁각리, 마전리         |                        |
| 대광리 | 大光里 | 내광리, 원동리         |                        |
| 대구리 | 大九里 | 대구리                 |                        |
| 문길리 | 文吉里 | 문길리                 |                        |
| 백록리 | 白鹿里 | 백록리, 가음리         |                        |
| 복다리 | 福多里 | 용촌리, 월평리, 복다리 |                        |
| 비룡리 | 飛龍里 | 비룡리                 |                        |
| 어왕리 | 於旺里 | 문천리, 상어리         |                        |
| 오산리 | 五山里 | 오산리, 용지리         |                        |
| 요곡리 | 蓼谷里 | 요곡리                 |                        |
| 운룡리 | 雲龍里 | 운룡리, 용두리         |                        |
| 주암리 | 住巖里 | 주암리                 |                        |
| 죽림리 | 竹林里 | 둔대리, 죽림리         |                        |
| 창촌리 | 倉村里 | 창촌리, 천평리         |                        |
| 한곡리 | 閑谷里 | 약촌리, 한곡리         |                        |
| 행정리 | 杏亭里 | 접치리, 행정리         |                        |

## 교육
- 창촌초등학교
- 주암초등학교
- 순천주암중학교
- 한국바둑중학교
- 한국바둑고등학교